# Elodina umbratica
Elodina umbratica är en fjärilsart som beskrevs av Grose-smith 1889. Elodina umbratica ingår i släktet Elodina och familjen vitfjärilar. Inga underarter finns listade i Catalogue of Life.